# 코니 (라인프렌즈)
코니는 라인프렌즈에서 제작한 동물 캐릭터이다, 모태는 토끼이며 암컷이다. 애니메이션 라인타운의 성우는 카나다 아키(일본판) / 김하영(한국판)이다. 

## 소개
라인프렌즈에 속해있는 캐릭터로 발랄하고 활기찬 성격이다. 때로는 욕심이 많고 꿈도 크지만 오래가지 못하는 경우가 많으며 사교성이 좋은 편이다. 
브라운과는 커플 사이로 서로 사랑하며 지내는 사이이다. 
특징
코니는 토끼이고 욕심이 있고 브라운 과는 서류 사랑하는 사이이다. 어린이 프로그램 이므로 만화엔 나오지 않았지만 둘이 옷벗고 같이 자기도 했다.